# Juan Carlos Ferrada
Juan Carlos Ferrada Bórquez (Osorno, 1 de julio de 1968) es un abogado y académico chileno, especialista en Derecho administrativo, que durante el año 2023 se desempeñó como integrante del Comité Técnico de Admisibilidad, órgano arbitral del proceso constituyente chileno de 2023.

## Biografía
Estudió Derecho en la Universidad de Chile y posteriormente cursó un doctorado en Derecho en la Universidad Carlos III de Madrid. La mayor parte de su carrera ha estado vinculada al ámbito académico, aunque también se dedica al ejercicio de la profesión de abogado en su propia firma de abogados.
Es profesor titular de la Facultad de Derecho de la Universidad de Valparaíso, en la que imparte el curso de Derecho administrativo. Anteriormente fue decano de la Facultad de Ciencias Jurídicas y Sociales de la Universidad Austral de Chile, así como miembro de las Juntas Directivas de las universidades de Valparaíso y de Playa Ancha.
También es abogado integrante de la Corte de Apelaciones de Valparaíso desde el año 2015, y ha sido propuesto como ministro del Tribunal Constitucional, así como contralor general de la República en las últimas dos oportunidades en que este cargo ha estado vacante.
Durante la campaña presidencial que antecedió al segundo gobierno de Michelle Bachelet, formó parte del equipo encargado de redactar una propuesta de nueva constitución para el país, junto con académicos tales como Fernando Atria y Francisco Zúñiga.
En el marco del proceso constituyente de 2023, fue propuesto como integrante del Comité Técnico de Admisibilidad por el centroizquierdista Partido Socialista (PS), siendo ratificado para dicho cargo por el Senado el 25 de enero de 2023. Ferrada fue, desde un primer momento, crítico del diseño institucional elegido para redactar una nueva constitución, así como de la creación del organismo que finalmente integró.

## Publicaciones seleccionadas
- La Constitución chilena, editor, junto a Jaime Bassa y Christian Viera (Santiago: LOM Ediciones, 2015). ISBN 978-956-00-0590-8
- La Constitución que queremos, editor, junto a Jaime Bassa y Christian Viera (Santiago: LOM Ediciones, 2019). ISBN 978-956-00-1240-1
- Justicia Administrativa (Santiago: DER Ediciones, 2021). ISBN 978-956-9959-92-9
- El impacto del derecho del trabajo en la función pública, editor, junto a Rodolfo Walter Díaz (Santiago: Thomson Reuters, 2024). ISBN 978-956-400-460-0.